# 둔막여
둔막여(屯莫如, ? ~ ?)는 전한 말기의 학자이자 관료로, 자는 소로(少路)이며 태산군 사람이다. 《한서》에는 모막여(毛莫如)라고 기록되어 있으나, 응소의 《풍속통의》에 따르면 둔막여가 옳다.

## 행적
병단과 함께 노백의 밑에서 《역》을 배웠다.
태초원장 원년(기원전 5년), 애제는 정사를 농단한 하하량(夏賀良)·정광세(丁廣世)·곽창(郭昌)과 이들을 후원한 사례교위 해광·황문시랑(黃門侍郞) 이심을 치죄할 것을 명하였다. 광록대부 둔막여는 광록훈 평당·어사중승(御史中丞)·정위 양상과 함께 사건을 조사하였고, 하하량·정광세·곽창의 죄가 대역죄에 해당한다고 판결하였다. 결국 하하량 등은 모두 주살되었고, 해광·이심은 사형에서 한 등급 감면되어 돈황으로 유배되었다.
둔막여는 관직이 상산태수에 이르렀다.

## 출전
- 반고, 《한서》 권75 수양하후경익이전·권88 유림전